# إكسوراوية
الإكسوراوية (الاسم العلمي: Ixoreae) هي قبيلة من النباتات تتبع فصيلة الفوية من الرتبة الجنطيانيات.

## أجناس الإكسوراوية
- إكسورة